# Hans Pauli Strøm

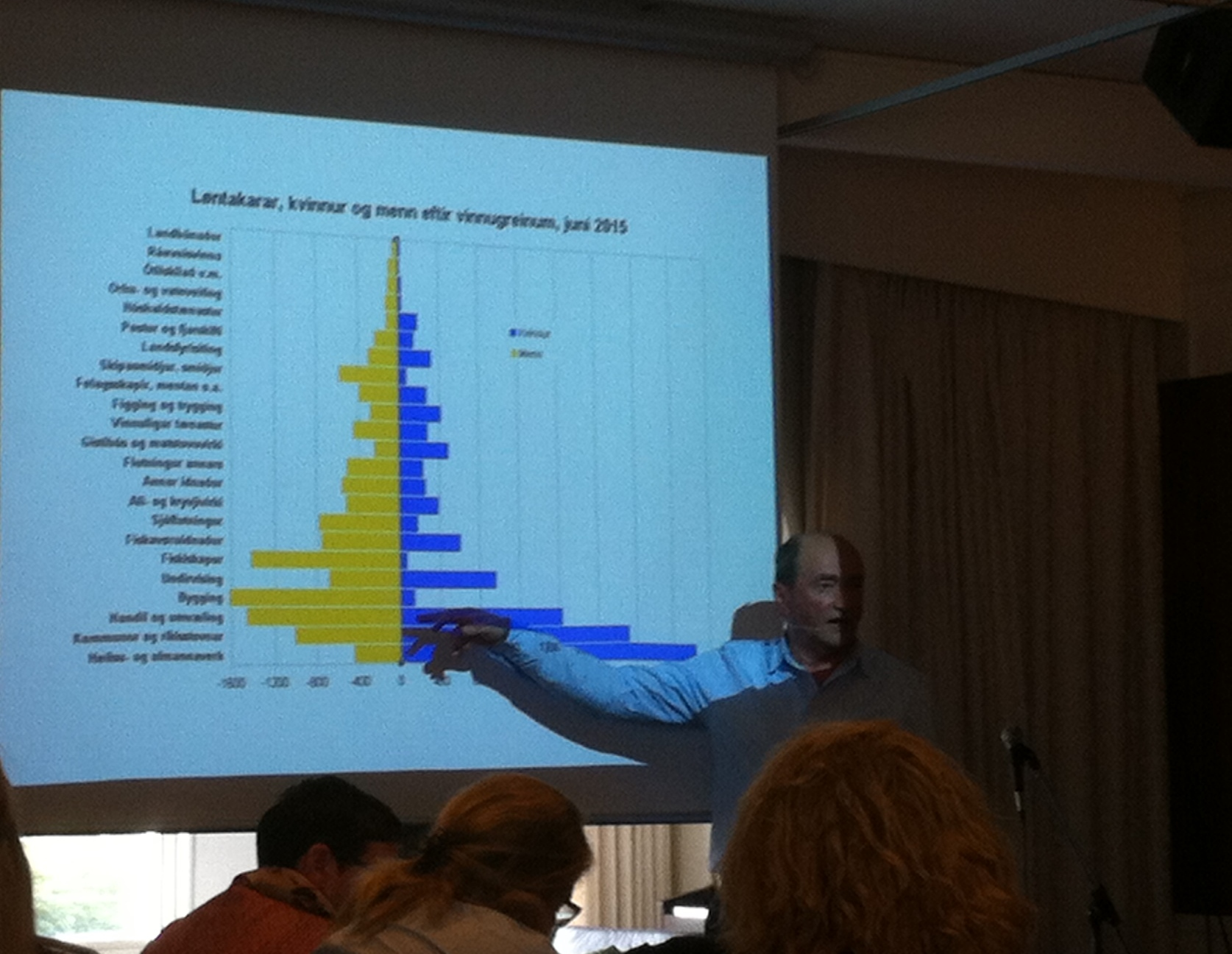
Hans Pauli Strøm

Hans Pauli Strøm, född 28 december 1947, är en färöisk politiker från Vágur på ön Suðuroy. Strøm är för närvarande en av de åtta ministrar i Färöarnas regering, med uppdrag som hälsominister. Han representerar de färöiska socialdemokraterna Javnaðarflokkurin. Hans Pauli Strøm är utbildad statsvetare och sociolog.
Bland Strøms tidigare uppdrag märks ordförandeposten i Färöarnas landskolråd 1994-1996, ledamot av lagtinget från 1998 och social- och hälsominister 2004-2008 under Jóannes Eides-regeringen. I samband med att den nya regeringen under Kaj Leo Johannesen delades departementet och Ström blev hälsominister medan Annika Olsen blev socialminister. I samband med revision 2009 tvangs han avgå då det visat sig att hans förvaltning använt 117 miljoner danska kronor för mycket i budgetmedel. Han avgick efter interna möten och blev därmed "endast" lagtingsmedlem. 
Hans Pauli Strøm är tillsammans med sin fru, Gyðja Hjalmarsdóttir Didriksen, och tre barn bosatta i det lilla samhället Vestmanna på ön Streymoy.